# Hyposmocoma swezeyi
Hyposmocoma swezeyi là một loài bướm đêm thuộc họ Cosmopterigidae. Nó là loài đặc hữu của Oahu. Loài địa phương ở Kaimuki, Honolulu.
Ấu trùng có thể ăn lichens.